# Žofka a spol.
Žofka a spol. je československý animovaný televizní seriál z roku 1987 vysílaný v rámci Večerníčku. Autorem scénáře byli Miloš Macourek a Jaroslav Doubrava. Seriál nakreslil výtvarník Adolf Born, za kamerou stála Jaroslava Zimová. Hudbu k seriálu složil Ferdinand Havlík. Režii se věnoval Miloš Macourek. Pohádky svým hlasem obdařil Petr Nárožný. Bylo natočeno 13 dílů po 8 minutách. 
V roce 1996 vzniklo volné pokračování - navazující sedmidílný seriál Žofka ředitelkou zoo.

## Název seriálu
V úvodních titulcích se název seriálu nevyskytuje, obsahují jen název dílu. Televize vysílá seriál ve Večerníčku pod názvem Žofka a spol., ale na dvou DVD vyšel pod názvem Žofka a její dobrodružství (Země pohádek, 2005).
Knižní zpracování se jmenuje Žofka (Albatros, 1992) a pod stejným názvem vyšlo namluvené zpracování na audionosičích (Supraphon, 1989).
Část příběhů z Večerníčku Žofka a spol. je obsažena v knize pojmenované stejně jako navazující animovaný seriál Žofka ředitelkou ZOO (Mladá fronta, 1991), zpracované i pro audionosiče (Bonton, 1996).

## Seznam dílů
1. Jak Žofka pořádala maškarní bál
2. Jak Žofka pořádala sportovní den
3. Jak Žofka pořádala slavnostní představení
4. Jak se Žofka postarala o mravní převýchovu
5. Jak Žofka zachránila pana Levharta
6. Jak Žofka umožnila panu Mrožovi cestu na sever
7. Jak Žofka zavedla všeobecné ochranné zabarvení
8. Jak Žofka překazila školení
9. Jak Žofka odhalila zloděje
10. Jak se Žofka postarala o svatbu
11. Jak Žofka překazila chuligánům spády
12. Jak se Žofka stala ředitelkou ZOO
13. Jak se Žofka dopustila osudové chyby